# Jaime Perriaux
Jaime Luis Enrique Perriaux (Buenos Aires, 21 de agosto de 1920 - Ib., 5 de septiembre de 1981) fue un abogado, pensador y político argentino.

## Trayectoria

### En filosofía
Su pensamiento filosófico estaba estrechamente vinculado al del filósofo español José Ortega y Gasset. En 1949, de la mano de Ortega y Gasset, pudo conocer en la ciudad de Madrid, España, al filósofo español Julián Marías Aguilera, con quién trabó una muy fuerte amistad. Su obra más conocida fue Las Generaciones Argentinas.

### En política
Fue seleccionado para conducir el Ministerio de Justicia el 18 de junio de 1970 durante el gobierno de facto  de Roberto Marcelo Levingston. Después continuó en el cargo, con el presidente de facto Alejandro Agustín Lanusse, hasta el 11 de octubre de 1971.
El ministro Perriaux confeccionó el proyecto de ley para la creación de la Cámara Federal en lo Penal de la Nación, el cual fue aprobado en 1971.
Encabezó el «Grupo Perriaux», un equipo de empresarios interesados en la apertura económica de la República Argentina.